# Championnat du monde de longboard féminin ASP
Le championnat du monde de longboard féminin ASP est une compétition de surf organisée chaque année depuis 2006 par l'Association des surfeurs professionnels, ou ASP. Sa phase finale, qui oppose 32 pratiquantes de longboard, a lieu dans le cadre du Roxy Jam de Biarritz, dans les Pyrénées-Atlantiques, en France. Toutes les éditions ont été remportées par des Américaines.

## Palmarès
- 2006 : Schuyler McFerran –  États-Unis
- 2007 : Jennifer Smith –  États-Unis
- 2008 : Joy Monahan –  États-Unis
- 2009 : Jennifer Smith –  États-Unis
- 2010 : Cori Schumacher –  États-Unis